# Royal Mail Steam Packet Company
A Royal Mail Steam Packet Company (RMSPC) foi uma companhia de transporte marítimo britânica que operou desde meados do século XIX até a segunda metade do século XX. Foi fundada em 1839 por James Macqueen com objetivo de realizar serviços postais para a Royal Mail, o correio britânico. Macqueen usou seus contatos no Almirantado Britânico a fim de permitir que sua empresa servisse principalmente o Caribe e América do Sul, tornando-se a maior companhia de navegação no Atlântico Sul. Ela também transportava pessoas e produtos e alimentos tropicais através de uma frota de navios de passageiros e carga.
A RMSPC estagnou no final do século XIX por não ser capaz de acompanhar os desenvolvimentos do mercado transatlântico, ficando incapaz de competir com seus rivais britânicos, especialmente a Cunard Line e a White Star Line. Seus navios eram menores, mais lentos e menos luxuosos. Ela foi comprada em 1903 pelo empresário lorde Owen Philipps, 1.º Barão Kylsant, que a transformou em uma enorme conglomerado industrial. Kylsant associou-se ao banqueiro J. P. Morgan da International Mercantile Marine Co. e a lorde William Pirrie, 1.º Visconde Pirrie e presidente dos estaleiros da Harland and Wolff. A RMSPC alcançou seu apogeu na década de 1920, com a compra da White Star em 1927 a transformando na maior empresa marítima do mundo.
A companhia diversificou suas operações, passando a oferecer linhas para a América do Norte, incluindo Nova Iorque, além de ser uma das pioneiras em viagens de cruzeiro. No entanto, a RMSPC começou a ter dificuldades financeiras cada vez maiores devido mudanças nas leis de imigração, crise econômica e má administração. Isto levou o governo britânico a investigar as finanças da empresa, descobrindo-se um amplo sistema de falsificação de contas. Kylsant foi julgado e condenado a um ano de prisão em 1931, com a crise resultante acabando por levar à liquidação da empresa no ano seguinte.
Ela foi refundada em 1932 com o nome Royal Mail Lines (RML), conseguindo uma segunda vida de certa prosperidade graças principalmente a sua especialização em cruzeiros, especialmente para a Noruega, África e Caribe. O desenvolvimento do transporte aéreo na década de 1950 levou ao declínio muitas das empresas de transporte marítimo da época, incluindo a RML. Ela foi comprada pela Furness Withy em 1965 e depois pela CY Tung cinco anos depois, com seus navios sendo vendidos e seu nome desaparecendo lentamente até ser absorvida completamente pela Hamburg Süd a partir de 1972.